# ギヨーム2世 (ヌヴェール伯)

1101年の十字軍が通った西アナトリアのルート。ギヨーム2世は南のルートをたどってコンヤを通過し、ヘラクレア・キュビストラの戦いに参加した。

ギヨーム2世（フランス語：Guillaume II, 1089年以前 - 1148年8月21日）は、ヌヴェール伯（在位：1098年 - 1148年）。1101年の十字軍に参加した。

## 生涯
ギヨーム2世はヌヴェール伯ルノー2世とその2番目の妃アニェス・ド・ボージャンシーの息子である。ギヨームにはクルトネー家に嫁いだ異母姉エルマンガルド・ド・ヌヴェールがいた。エルマンガルドはルノー2世とその最初の妻イド・ド・フォレの娘であった。また、少なくとも2人の弟がおり、1101年の十字軍に参加したリニー＝ル＝シャトー子爵ロベール・ド・ヌヴェールと、1144年の特許状にのみ記されているユーグである。
『Origine et Historia Brevi Nivernensium Comitum』には、父ルノー2世はその父ギヨーム1世の共同統治者であったが、1089年8月5日に父に先立って亡くなったと記されている。ルノー2世の死により、ギヨーム1世が唯一のヌヴェール伯となり、ギヨーム2世が法定相続人となった。1098年6月20日に祖父が亡くなり、ギヨーム2世がヌヴェール伯位を継承した。
ギヨーム2世は1101年の十字軍に参加した。1101年2月に15,000人の兵を率いて出発したが、その軍は厳重に守られたコンヤを攻略できず、ヘラクレア・キュビストラの戦いで事実上全滅した。ギヨーム2世はわずかな騎士とともにアンティオキアに到着した。
ギヨーム2世はフランス王ルイ6世を説得して、1115年にイングランド王ヘンリー1世との和平を破棄し、ギヨーム・クリトンを支持するよう説得した。ギヨーム2世はその直後、ブロワ伯ティボー4世によって投獄された。
ギヨーム2世は1129年1月14日に開かれたトロワ公会議に参加し、第2回十字軍を支援したことで知られる。
ギヨーム2世はグランド・シャルトルーズに埋葬されたと考えられており、そこでクレルヴォーのベルナルドゥスがギヨーム2世を生き返らせようとしたが失敗した。

## 結婚と子女
ギヨーム2世はアデライードと結婚した。アフェライードの出自は不明である。2人の間には少なくとも4子をもうけた。
- ギヨーム3世（1107年頃 - 1161年） - ヌヴェール伯[1]
- ルノー（1148年没） - トネール伯、第2回十字軍に参加している間に死去[1]
- ロベール - 1134年の特許状にのみ確認される[1]
- アンヌ - オーヴェルニュ伯ギヨーム8世と結婚